# Ulcère
Pour l'ulcère de l'estomac, voir Ulcère gastro-duodénal
 Mise en garde médicale
Un ulcère (du latin ulcus) est une plaie de la peau, des yeux ou d'une muqueuse, accompagnée d'une désintégration du tissu. Plus précisément, il s’agit d’une érosion (discontinuité macroscopique) de l'épithélium normal. Les causes d'un ulcère peuvent être endogènes (stress, cancer, insuffisance veineuse…) et/ou exogènes (actions bactériologique, mécanique, chimique…).
La plaie d'un ulcère est généralement entretenue dans le temps par une inflammation, une infection ou des conditions de santé qui entravent la cicatrisation. Elle est souvent douloureuse, mais il existe des ulcères asymptomatiques dits « ulcères silencieux » pouvant provoquer des hémorragies ou une perforation ulcéreuse, ou évoluer vers un ulcère symptomatique.
Les ulcères peuvent entraîner une perte complète de portions plus ou moins importantes d'épiderme et de derme et même souvent de graisse sous-cutanée.
La peau ne jouant plus son rôle protecteur, les ulcères s'infectent facilement, faisant alors apparaître du pus. En milieu hospitalier, ils sont un risque nosocomial.
Les ulcères peuvent être multiples et touchant un même organe.

## Stades de développement
- Stade 1 : la peau est rouge, avec des tissus sous-jacents normaux.
- Stade 2 : la rougeur de la peau devient plus prononcée, et un gonflement apparaît, avec parfois des cloques et une desquamation (perte des couches externes de la peau). La peau devient parfois violette et/ou sèche ou plus épaisse avec d'éventuelles démangeaisons.
- Stade 3 : la peau tend à se nécroser dans ses couches profondes, exposant éventuellement à l'air la couche de graisse sous-jacente.
- Stade 4 : la nécrose est évidente et la graisse sous-cutanée est complètement exposée. Le muscle sous-jacent peut aussi être exposé.

Dans les deux dernières étapes, la plaie peut être assez profonde pour entamer la couche de graisse et une nécrose du muscle. 
Dans les cas graves, elle peut atteindre l'os (notamment en présence de mycobactéries comme dans l'ulcère de Buruli, dû à Mycobacterium ulcerans, « en pleine expansion en Afrique de l'Ouest depuis les années 1980 »,), dont la destruction peut commencer, avec un risque de septicémie.
Les ulcères cutanés semblent peu préoccupants aux premiers stades, mais doivent alerter chez les personnes souffrant de diabète, car associés à un risque de neuropathie diabétique.
Les ulcères chroniques peuvent être douloureux. La plupart des patients se plaignent de douleurs constantes (jour et nuit).

## Étiologie
Les causes d'ulcération sont nombreuses. Elles sont physiques, environnementales, socio-psychiques et incluent :
- pour l'ulcère gastro-duodénal, une infection causée par la bactérie Helicobacter pylori. Barry Marshall et Robin Warren ont reçu le prix Nobel de médecine en 2005 pour cette découverte[5] ;
- des pressions physiques de longue durée, de diverses origines localisées sur certains organes ou tissus. En particulier, un manque de mobilité (alitement, fauteuil roulant) induit une pression prolongée sur certains tissus, y limitant la circulation sanguine et lymphatique, ce qui favorise des ulcères de la peau, communément appelés escarres ou ulcères de décubitus[6] ;
- l'insuffisance veineuse : c'est un facteur de risque, pour les mêmes raisons que ci-avant ;
- une irritation : le grattage répété d'un bouton ou d'une croûte, induit par un prurit, peut parfois s'infecter et s'ulcérer ;
- une brûlure chimique, l'exposition aux retombées de certaines armes chimiques ou biologiques ;
- certains cancers ;
- l’exposition de la peau à une chaleur ou un froid excessif ;
- certaines piqûres ou morsures d'animaux capables d'injecter un venin contenant des toxines et enzymes nécrosantes ;
- une infection bactérienne (ex. : par Helicobacter pylori), virale, fongique, à mycobactéries (ex. : ulcère de Buruli) ou éventuellement une co-infection par plusieurs pathogènes ;
- (rarement) un syndrome neurotrophique, éventuellement consécutif à un accident vasculaire cérébral[7], ou à une opération chirurgicale ayant porté sur un nerf[8] ou à une excision de nerf[9],[10] ;
- certains stress sont « ulcérogènes ». On peut provoquer un « ulcère expérimental de contrainte » (de l'estomac) en exposant des rats à un stress.
Ce stress peut être psychique (l'immobilisation ou la prévisibilité systématique augmentent le risque d'ulcère chez le rat)[11].
Ce stress peut aussi être de nature plus « sociale », par exemple induit par des conflits interindividuels[11]. La surpopulation de rats provoque des ulcères de contrainte, plus encore que le stress induit par l'isolement[12].
Ce stress peut enfin aussi être environnemental (ex. : bruits, chocs répétés sur la cage, suppression du rythme nycthéméral ; la perturbation du rythme circadien — et donc de l'environnement nocturne, par privation de lumière ou par un éclairage artificiel constant ou exacerbé) et un des facteurs ulcérogènes (ulcère de l'estomac) de stress chez le rat (« ulcère expérimental de contrainte »)[13],[14], et facteur de modification de l'acidité naturelle de l'estomac (pouvant ainsi chez l'Homme induire des remontées acides du milieu de la nuit au matin[15]), de même que les situations rendant impossibles les comportements adaptatifs ou d'évitement face au stress (exercice forcé y compris). Certains médicaments ou oligo-éléments semblent pouvoir limiter les effets du stress (vitamine A par exemple). 
Chez le rat, l'exposition préalable à un stress chronique protège — dans une certaine mesure — de l'apparition d'un ulcère de contrainte induit par un stress différent, plus intense, mais cette « protection » n'est très efficace que si la seconde source de stress (inductrice d'ulcère) ressemble à la première. De plus, dans ces cas, le type de stress initial a aussi une importance : par exemple chez les rats de laboratoire, l'exposition au froid (3 à 4 °C durant plusieurs heures) a limité les effets d'autres stress, mais l'exposition à des chocs électriques a au contraire exacerbé l'impact des stress ultérieurs.

## Symptômes
Les ulcères de la peau ont la forme de cratères ouverts, souvent ronds ou ovales. Ils laissent apparaître sur leurs bords les couches de peau qui ont érodé. [réf. souhaitée] La peau entourant l'ulcère peut être rougie, enflée et sensible voire douloureuse. 
Un liquide (mélange de lymphe et moindrement de sang ou de pus parfois) peut suinter de l'ulcère. Aux premiers stades, il est rarement accompagné de fièvre.
Les symptômes de l’ulcère chronique incluent généralement une douleur croissante, une plaie granuleuse, friable et exhalant une odeur nauséabonde, avec rupture de la plaie au lieu d'une guérison. Les symptômes tendant à s'aggraver lorsque la plaie est infectée.

## Évolution et pronostic
Les ulcères semblent parfois ne pas guérir et la guérison, si elle se produit, tend à être lente[réf. souhaitée].
Une personne ayant eu un ulcère de la peau a plus de risques d'en avoir d'autres[réf. nécessaire].
Dans le cas de mycobactéries, certaines atteintes osseuses (ostéomyélites, ostéites) peuvent survenir après la cicatrisation de l'ulcère, dans un délai médian d’un an (entre 3 mois et 3 ans après et dans environ 60 % des cas dans la première année), avec des « bacilles acido-alcoolo-résistants (BAAR) retrouvés au sein des plages de nécrose dans 76 p. 100 des cas » (lors d'une étude faite au Bénin).
Les ulcères qui cicatrisent en 12 semaines ou moins sont généralement classés comme actifs et ceux qui cicatrisent plus lentement sont dits chroniques. Sur la peau noire, la cicatrisation des ulcères de grande taille peut laisser des taches claires.

## Localisation
Les ulcères sont plus fréquents sur la peau des membres inférieurs et dans le tractus gastro-intestinal, mais peuvent aussi apparaître sur les joues, le nez, le palais mou, la langue et à l'intérieur de la lèvre inférieure. Ces petits ulcères de la bouche durent habituellement de 7 à 14 jours et peuvent être douloureux.

## Traitements, soins
Le traitement vise notamment à éviter l'infection de l'ulcère, limiter la perte de tissus par nécrose, contrôler l'œdème et soulager la douleur induite par les lésions des tissus et nerfs, tout en conservant un environnement sain et assez humide autour de la plaie. Le traitement peut être très long avant guérison. Parfois il faut aider le patient à retrouver le sommeil, des matelas anti-escarre peuvent être utilisés.
- L'antibiothérapie topique (application locale) est habituellement utilisée pour prévenir l'ulcère infecté, avec un risque nosocomial parfois important. La plaie est habituellement gardée claire en ôtant les tissus morts (débridement chirurgical si nécessaire, ou « asticothérapie », notamment en présence de bactéries antibiorésistantes).
- Une étude[19] sur 50 patients souffrant d'un ulcère de la jambe a montré la grande efficacité d'un traitement hebdomadaire uniquement composé d'un mélange glucose/vaseline 60%/40%[20] appliqué sur la plaie, sans débridement. En complément, une contention est utilisée afin de réduire les effets de l'insuffisance veineuse.
- Des bas de contention facilitent la circulation retour (veineuse et lymphatique).
- Le patient est invité à adapter son style de vie, et éventuellement à modifier son régime alimentaire, arrêter de fumer, perdre du poids... Améliorer la circulation sanguine et lymphatique par un exercice physique suffisant est important dans le traitement des ulcères de la peau.

- Des progrès techniques et médicaux ont permis d'accélérer la cicatrisation des plaies chroniques et de nombreux types d'ulcères. On a par exemple compris que les plaies chroniques produisent des hormones de croissance en quantités insuffisantes pour la cicatrisation des tissus ; la guérison peut être accélérée par l'apport ou la stimulation de facteurs de croissance, tout en contrôlant la formation de substances pouvant les inhiber[21].
- Les récidives sont fréquentes chez les patients ayant déjà eu un ulcère des membres inférieurs. L'utilisation quotidienne durant 5 ans de bas de contention aide à prévenir la récurrence.
- Un soutien psychologique est utile dans les cas graves.
- La consommation de probiotiques limite le développement de la bactérie Helicobacter pylori à l'origine de l'ulcère gastro-duodénal[22].
- Le bétel fait partie des remèdes traditionnels contre les ulcères[23].

## Grands types d'ulcères

### Ulcère gastro-duodénal
Voir aussi l'article sur la bactérie Helicobacter pylori.

### Ulcère de membre
- Ulcère veineux
- Ulcère de la jambe : plaie chronique n'évoluant pas vers une cicatrisation spontanée, pouvant être une complication de troubles trophiques dus à des difficultés circulatoires locales, artérielles et veineuses.
- Ulcère de Buruli
- Maux perforants plantaires

### Ulcère des muqueuses et autres
- Aphte
- Ulcère de Dieulafoy